# یافتن تصادفی

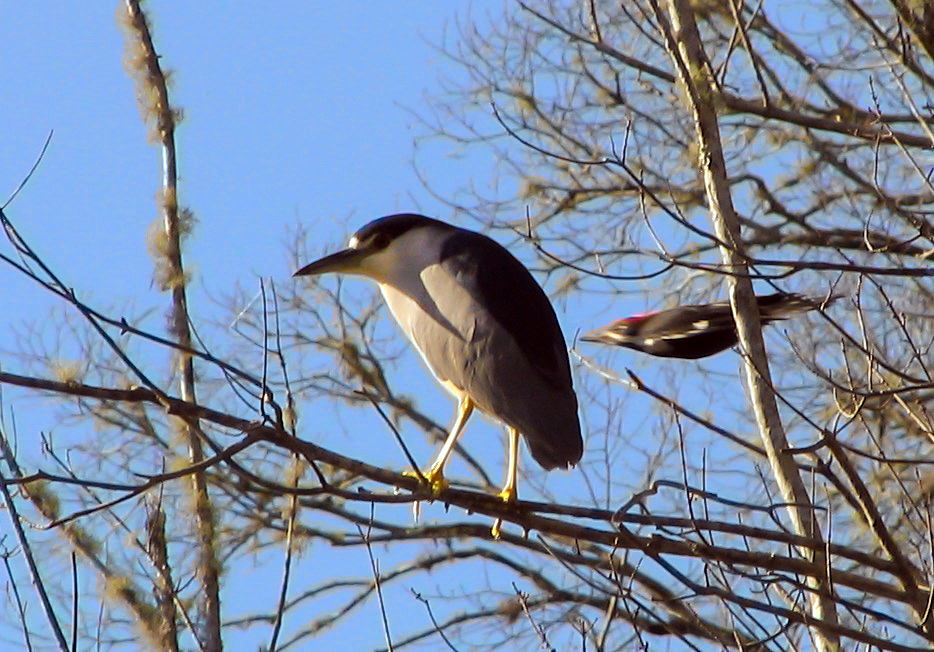
تصویربردار فقط قصد داشت از حواصیل کاکل‌سیاه (پرندهٔ بزرگ‌تر) عکس بگیرد، و هنگام گرفتن این عکس متوجه وارد شدن دارکوب کاکل‌دار به درون کادر تصویر نبود.

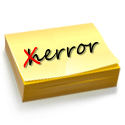
برگ یادداشت‌های چسب سرخود.

یافتن تصادفی (به انگلیسی: Serendipity) (به فرانسوی: Sérendipité) یا بخت‌یافت، به یافته یا دستاوردی اتفاقی و مفید و مثبت گفته می‌شود که جوینده به دنبالش نبوده و به صورت جانبی و اتفاقی بدست آمده‌است. اولین بار یک نویسنده انگلیسی به نام هورس والپول در ۲۸ ژانویه سال ۱۷۵۴ میلادی در نامه‌ای خطاب به دوستش در فلورانس از این کلمه استفاده کرده. او می‌نویسد که این عبارت را با تکیه بر افسانه ای ایرانی به نام "سه شاهزاده سرندیپ"، اثر نویسنده هندی فارسی‌زبان، امیرخسرو دهلوی، ابداع کرده. فرهنگ دهخدا: سرندیپ نام قدیمی سریلانکا در زبان سانسکریت است. در این افسانه سه شاهزاده بارها کشفیات اتفاقی می‌کنند که بسیار مفید هستند. راه یافتن کلمه سرندیپیتی در علوم توسط دانشمند آمریکایی رابرت مرتون در کتاب او به نام «سفرها و ماجراهای سرندیپیتی» در سال ۱۹۴۵ انجام گرفت. از این گونه موارد تصادفی‌یافت شده می‌توان این موارد را برشمرد: کشف قاره آمریکا، پنیسیلین، قرص وایاگرا، تفلون، پرتو ایکس، ولکرو، برگه‌های یادداشت چسبنده (مثل "پوست ایت")، لینولئوم، جوراب ساق‌بلند (جوراب نایلون)، ال اس دی و داگرئوتایپ...

## یافتن تصادفی در علوم اطلاعات
در علوم اطلاعات و بازیابی اطلاعات یکی از مهم‌ترین پیش آمدها «یافتن تصادفی» محسوب می‌شود. ساده‌ترین نوع آن یافتن اطلاعات طی گشتن و مرور در اینترنت و زیرساختارهای آن است.